# Dimension Data Pro-Am
De Dimension Data Pro-Am is een jaarlijks golftoernooi die deel uitmaakt van de Sunshine Tour en werd opgericht in 1996.
Van 1996 tot 2009 werd het toernooi gespeeld op de golfbaan van de Gary Player Country Club. Vanaf 2010 wordt het toernooi gespeeld op Fancourt. De winnaar krijgt een wildcard voor de WGC - Bridgestone Invitational.
Voordat het toernooi plaatsvond, werd er telkens kwalificaties gehouden voor dit toernooi. Van 1996 tot 2000 vonden de kwalificaties plaats op de Lost City Golf Course.

## Winnaars
| Jaar | Baan                     | Locatie  | Winnaar          | Score | Score | Info                                   |
| ---- | ------------------------ | -------- | ---------------- | ----- | ----- | -------------------------------------- |
| 1996 | Gary Player Country Club | Sun City | Mark McNulty     | 282   | –6    |                                        |
| 1997 | Gary Player Country Club | Sun City | Nick Price       | 268   | –20   |                                        |
| 1998 | Gary Player Country Club | Sun City | Nick Price       | 276   | –12   |                                        |
| 1999 | Gary Player Country Club | Sun City | Scott Dunlap     | 273   | –15   |                                        |
| 2000 | Gary Player Country Club | Sun City | Lee Westwood     | 274   | –14   |                                        |
| 2001 | Gary Player Country Club | Sun City | Darren Clarke    | 274   | –14   |                                        |
| 2002 | Gary Player Country Club | Sun City | Retief Goosen    | 268   | –20   |                                        |
| 2003 | Gary Player Country Club | Sun City | Trevor Immelman  | 271   | –17   |                                        |
| 2004 | Gary Player Country Club | Sun City | Darren Fichardt  | 278   | –10   |                                        |
| 2005 | Gary Player Country Club | Sun City | Simon Wakefield  | 279   | –9    |                                        |
| 2006 | Gary Player Country Club | Sun City | Alan McLean po   | 285   | –3    | Won de play-off van Tyrone van Aswegen |
| 2007 | Gary Player Country Club | Sun City | Louis Oosthuizen | 277   | –11   |                                        |
| 2008 | Gary Player Country Club | Sun City | James Kamte      | 277   | –11   |                                        |
| 2009 | Gary Player Country Club | Sun City | Deane Pappas     | 268   | –20   |                                        |
| 2010 | Fancourt                 | George   | Darren Fichardt  | 273   | –16   |                                        |
| 2011 | Fancourt                 | George   | Hennie Otto      | 273   | –16   |                                        |
| 2012 | Fancourt                 | George   | Oliver Bekker    | 276   | –13   |                                        |
| 2013 | Fancourt                 | George   | Jaco Van Zyl     | 272   | –17   |                                        |
| 2014 | Fancourt                 | George   | Estanislao Goya  | 275   | –14   |                                        |

## Trivia
- Voor Thomas Aiken uit Gauteng was dit toernooi in 2002 zijn eerste optreden als professional. Daarvoor was hij de nummer 1 van de World Amateur Golf Ranking.